# Lenno
Lenno (łac. feudum) – w ustroju lennym majątek będący przedmiotem kontraktu lennego, czyli nadawany przez seniora wasalowi w użytkowanie i pobieranie części pożytków w zamian za wsparcie militarne lub finansowe. Później przez lenno rozumiano całość stosunków pomiędzy seniorem a wasalem typowych dla feudalizmu. W Europie instytucja ta wywodzi się z połączenia wczesnośredniowiecznych beneficjum i komendacji.
Czeskie léno, dolnoniemiecki len czy polskie lenno wywodzą się od wyrazu Lehen występującego zarówno w języku staro-wysoko niemieckim jak i w języku niemieckim a oznaczającego pierwotnie dzierżawę ziemi.
Przedmiotem lenna była z reguły nieruchomość, choć także urząd lub renta feudalna.

## Historia
- Polska posiadała lenna:

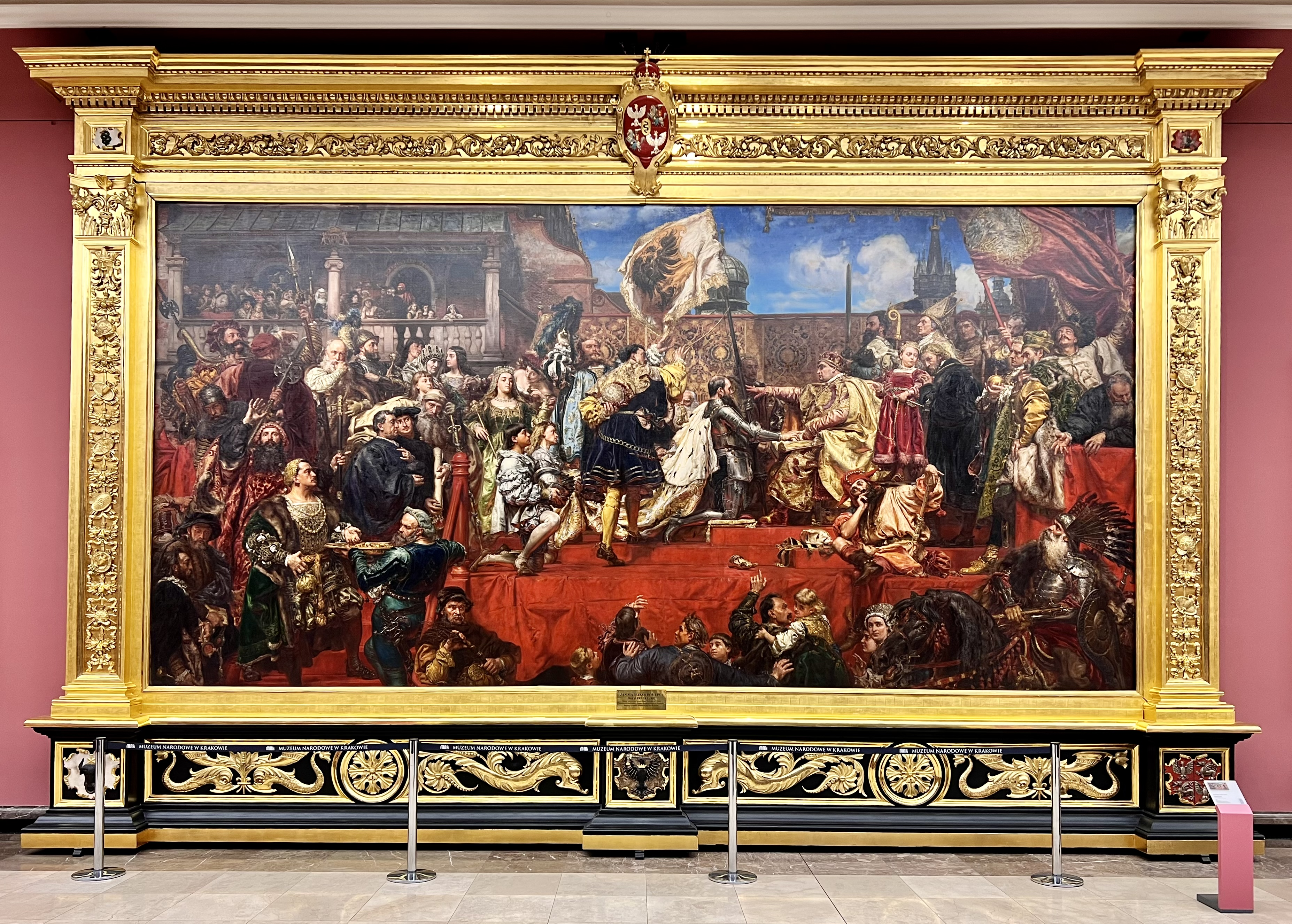
Hołd pruski Jana Matejki

  - Księstwo oświęcimskie (1563 – 1564)
  - Kurlandia i Semigalia (1561 − 1795)
  - Mołdawia (1387 − 1453 i 1599 − 1601),
  - Prusy Zakonne (1466 − 1519),
  - Prusy Książęce (1525 − 1657),
  - Republika Nowogrodzka (1389 − 1392 i 1407 − 1412),
  - Wołoszczyzna (1599 − 1601),
  - Ziemia lęborsko-bytowska (1525 − 1657/ formalnie do 1772; od 1657 roku była to praktycznie posiadłość Brandenburgii).
- Francja:
  - Flandria
  - oraz Burgundia
- Imperium osmańskie podporządkowało sobie jako lenna następujące państwa:
  - Bizancjum (1370 − 1402 i 1421 − 1453),
  - Wołoszczyzna (1387 − 1878),
  - Mołdawia (1453 − 1878),
  - Chanat Krymski (1478 − 1774),
  - Algieria (1520 − 1714),
  - Siedmiogród (1538 − 1699),
  - I Rzeczpospolita (1672 − 1673)
  - Bułgaria (1878 − 1908).